# Asilus comosus
Asilus comosus là một loài ruồi trong họ Asilidae. Asilus comosus được Hine miêu tả năm 1918. Loài này phân bố ở vùng Tân Bắc giới.